# Primera División de Nicaragua 2012-13
La Primera División de Nicaragua 2012-2013 fue la de la máxima categoría de Fútbol de Nicaragua para el segundo semestre de 2012 y el primero de 2013. Participaron 8 equipos que jugaron dos torneos Apertura y Clausura. El equipo que en las fases regulares sume más puntos y gane el torneo de Apertura y/o Clausura calificará a la Concacaf Liga Campeones 2013-14.

## Formato
Se divide el año futbolístico en dos torneos: Apertura 2012 y Clausura 2013.
Cada torneo tiene tres fases:
- La primera fase o temporada regular, donde los 8 clubes juegan entre sí dos partidos alternando la localía. Califican a la siguiente ronda los 4 mejores de la tabla.
- La segunda fase o Ronda semifinal donde los 4 clubes restantes vuelven a enfrentarse entre sí dos veces alternando localía. Califican a la siguiente ronda los 2 mejores de la tabla.
- La Final se juega a ida y vuelta. El segundo partido será en casa del equipo que terminó primero la segunda fase.
Finalmente si un equipo gana los dos torneos será coronado Campeón Nacional
Si hay campeones diferentes, el Campeón Nacional se definirá en una final a doble partido denominada "Finalísima" en que el campeón de Clausura jugaría la vuelta de local.

## Descenso
Puede haber uno o dos equipos que desciendan a Segunda División. El descenso directo será para el equipo que sumando resultados en las temporadas regulares de Apertura y Clausura quede en último lugar.
El penúltimo lugar tendrá que jugar una promoción o repechaje contra el subcampeón de Segunda División a doble partido y el ganador jugara en Primera División para la temporada 2011-2012.

## Equipos
| Equipo                        | Departamento  | Ciudad     | Estadio            |
| ----------------------------- | ------------- | ---------- | ------------------ |
| Chinandega Fútbol Club        | Chinandega    | Chinandega | Efraín Tijerino    |
| Club Deportivo Ocotal         | Nueva Segovia | Ocotal     | Roy Fernández      |
| Club Deportivo Walter Ferreti | Managua       | Managua    | Nacional           |
| Diriangén Fútbol Club         | Carazo        | Diriamba   | Cacique Diriangén  |
| Juventus Fútbol Club          | Managua       | Managua    | Olímpico IND       |
| Managua Fútbol Club           | Managua       | Managua    | Olímpico IND       |
| Real Estelí Fútbol Club       | Estelí        | Estelí     | Independencia      |
| Xilotepelt Fútbol Club        | Carazo        | Jinotepe   | Municipal Jinotepe |

## Temporada regular
| Equipo         | Pts | PJ | PG | PE | PP | GF | GC | Dif |
| -------------- | --- | -- | -- | -- | -- | -- | -- | --- |
| Real Estelí    | 26  | 14 | 7  | 5  | 2  | 23 | 13 | +10 |
| Unión Managua  | 22  | 14 | 6  | 4  | 4  | 16 | 11 | +5  |
| Walter Ferreti | 20  | 14 | 6  | 2  | 6  | 15 | 11 | +4  |
| Juventus Copan | 20  | 14 | 5  | 5  | 4  | 14 | 15 | -1  |
| Diriangén      | 19  | 14 | 6  | 1  | 7  | 14 | 16 | -2  |
| Ocotal         | 16  | 14 | 3  | 7  | 4  | 12 | 16 | -4  |
| Chinandega     | 15  | 14 | 4  | 3  | 7  | 16 | 22 | -6  |
| Xilotepelt     | 15  | 14 | 4  | 3  | 7  | 12 | 18 | -6  |

## Semifinal
| Equipo         | Pts | PJ | PG | PE | PP | GF | GC | Dif |
| -------------- | --- | -- | -- | -- | -- | -- | -- | --- |
| Real Estelí    | 12  | 6  | 3  | 3  | 0  | 10 | 5  | +5  |
| Walter Ferreti | 9   | 6  | 2  | 3  | 1  | 5  | 5  | 0   |
| Unión Managua  | 8   | 6  | 2  | 2  | 2  | 6  | 6  | 0   |
| Juventus Copan | 2   | 6  | 0  | 2  | 4  | 6  | 11 | -5  |

## Final
| Fecha           | Ciudad  | Equipo local   | Resultado | Equipo visitante |
| --------------- | ------- | -------------- | --------- | ---------------- |
| 10 de diciembre | Managua | Walter Ferreti | 0 - 0     | Real Estelí      |
| 15 de diciembre | Estelí  | Real Estelí    | 4 - 0     | Walter Ferreti   |

| 10 de diciembre de 2012 | Walter Ferreti | 0:0 | Real Estelí | Estadio Nacional, Managua |  |
|                         |                |     |             | Árbitro(s): Rodolfo Paiz  |  |

| 15 de diciembre de 2012 | Real Estelí                                       | 4:0 | Walter Ferreti | Estadio Independencia, Estelí |                             |
|                         | Rudel Calero 35' 60' · Manuel Rosas 77' (pen) 80' |     |                | Árbitro(s): William Mendoza   | Árbitro(s): William Mendoza |

| Nicaragua           |
| Campeón Real Estelí |

## Temporada regular
| Equipo         | Pts | PJ | PG | PE | PP | GF | GC | Dif |
| -------------- | --- | -- | -- | -- | -- | -- | -- | --- |
| Real Estelí    | 12  | 4  | 4  | 0  | 0  | 10 | 0  | +10 |
| Diriangén      | 10  | 4  | 3  | 1  | 0  | 11 | 4  | +7  |
| Walter Ferreti | 7   | 4  | 2  | 1  | 1  | 7  | 3  | +4  |
| Union Managua  | 6   | 4  | 1  | 3  | 0  | 4  | 3  | +1  |
| Chinandega     | 4   | 4  | 1  | 1  | 2  | 4  | 10 | -6  |
| Ocotal         | 2   | 4  | 0  | 2  | 2  | 1  | 4  | -3  |
| Xilotepelt     | 1   | 4  | 0  | 1  | 3  | 2  | 8  | -6  |
| Juventus Copan | 1   | 4  | 0  | 1  | 3  | 1  | 8  | -7  |

| Walter Ferreti                                                                             | 0-0 | Ocotal                           | Nacional          | 2 de febrero | 18:00 |
| Real Estelí · Manuel Rosas · Asaad Esteves · Elmer Mejía · Rudel Calero · Paulo Ortiz pen' | 5-0 | Chinandega .                     | Independencia     | 2 de febrero | 20:00 |
| Diriangén · Jorge Portocarrero · José Carballo · George Tingling PP'                       | 4-1 | Xilotepelt · Jaime Romo · .      | Cacique Diriangén | 3 de febrero | 15:00 |
| Managua · Marcos Méndez                                                                    | 1-1 | Juventus · Carlos Hernández pen' | Olímpico IND      | 3 de febrero | 15:00 |

| Chinandega · Pedro Juárez · Leddys Alvarado · . | 2-4 | Diriangén · Diego Díaz · Lucas Mantella · Daniel Reyes                                  | La Veranera-León   | 10 de febrero | 15:00 |
| Ocotal .                                        | 0-1 | Real Estelí · Samuel Wilson                                                             | Roy Fernández      | 10 de febrero | 15:00 |
| Juventus .                                      | 0-4 | Walter Ferreti · Maycol Santana · Mitchell Williams · Darwing Ramírez · Dennis Espinoza | Olímpico IND       | 10 de febrero | 15:00 |
| Xilotepelt                                      | 0-0 | Managua                                                                                 | Municipal Jinotepe | 10 de febrero | 15:00 |

| Walter Ferreti · Maycon Santana 35' · Juan Carlos Rosales 79' | 2-1 | Xilotepelt · Emilio Palacios 87' · . | Nacional          | 16 de febrero | 18:00 |
| Real Estelí · Paulo Ortíz 47' · Manuel Rosas 83'              | 2-0 | Juventus .                           | Independencia     | 16 de febrero | 20:00 |
| Chinandega · Adrián Morales 88'                               | 1-1 | Ocotal · Juan Tablada 52'            | La Veranera-León  | 17 de febrero | 15:00 |
| Diriangén · Daniel Reyes 90+'                                 | 1-1 | Managua · Rafael Baquedano 65'       | Cacique Diriangén | 17 de febrero | 15:00 |

| Managua · Luis Copete 52' · William Mendieta 67' | 2-1 | Walter Ferreti · Maycon Santala 27' · .          | Olímpico IND          | 20 de febrero | 11:00 |
| Ocotal .                                         | 0-2 | Diriangén · Diego Díaz 12' 48'                   | Roy Fernández         | 20 de febrero | 15:00 |
| Juventus .                                       | 0-1 | Chinandega · Leddy Alvarado 56' (Pen)            | Olímpico IND          | 20 de febrero | 15:00 |
| Xilotepelt .                                     | 0-2 | Real Estelí · Elmer Mejía 42' · Rudel Calero 65' | Municipal de Jinotepe | 20 de febrero | 15:30 |

| Real Estelí | vs | Managua        | Independencia     | 23 de febrero | 19:00 |
| Ocotal      | vs | Juventus       | Roy Fernández     | 24 de febrero | 15:00 |
| Chinandega  | vs | Xilotepelt     | La Veranera-León  | 24 de febrero | 15:00 |
| Diriangén   | vs | Walter Ferreti | Cacique Diriangén | 24 de febrero | 15:00 |

| Diriangén      | vs | Juventus    | Cacique Diriangén  | 3 de marzo | 15:00 |
| Xilotepelt     | vs | Ocotal      | Municipal Jinotepe | 3 de marzo | 15:00 |
| Managua        | vs | Chinandega  | Olímpico IND       | 3 de marzo | 15:00 |
| Walter Ferreti | vs | Real Estelí | Nacional           | 3 de marzo | 18:00 |

| Real Estelí | vs | Diriangén      | Independencia    | 9 de marzo  | 19:00 |
| Juventus    | vs | Xilotepelt     | Olímpico IND     | 10 de marzo | 15:00 |
| Ocotal      | vs | Managua        | Roy Fernández    | 10 de marzo | 15:00 |
| Chinandega  | vs | Walter Ferreti | La Veranera-León | 10 de marzo | 15:00 |

| Chinandega | vs | Real Estelí    | La Veranera-León   | 17 de marzo | 15:00 |
| Ocotal     | vs | Walter Ferreti | Roy Fernández      | 17 de marzo | 15:00 |
| Juventus   | vs | Managua        | Olímpico IND       | 17 de marzo | 15:00 |
| Xilotepelt | vs | Diriangén      | Municipal Jinotepe | 17 de marzo | 15:00 |

| Real Estelí    | vs | Ocotal     | Independencia     | 23 de marzo | 19:00 |
| Diriangén      | vs | Chinandega | Cacique Diriangén | 24 de marzo | 15:00 |
| Managua        | vs | Xilotepelt | Olímpico IND      | 24 de marzo | 15:00 |
| Walter Ferreti | vs | Juventus   | Nacional          | 24 de marzo | 18:00 |

| Juventus   | vs | Real Estelí    | Olímpico IND       | 6 de abril | 15:00 |
| Ocotal     | vs | Chinandega     | Roy Fernández      | 7 de abril | 15:00 |
| Xilotepelt | vs | Walter Ferreti | Municipal Jinotepe | 7 de abril | 15:00 |
| Managua    | vs | Diriangén      | Olímpico IND       | 7 de abril | 15:00 |

| Diriangén      | vs | Ocotal     | Cacique Diriangén | 10 de abril | 15:00 |
| Chinandega     | vs | Juventus   | La Veranera-León  | 10 de abril | 15:00 |
| Real Estelí    | vs | Xilotepelt | Independencia     | 10 de abril | 15:00 |
| Walter Ferreti | vs | Managua    | Nacional          | 10 de abril | 18:00 |

| Juventus       | vs | Ocotal      | Olímpico IND       | 13 de abril | 15:00 |
| Xilotepelt     | vs | Chinandega  | Municipal Jinotepe | 14 de abril | 15:00 |
| Managua        | vs | Real Estelí | Olímpico IND       | 14 de abril | 15:00 |
| Walter Ferreti | vs | Diriangén   | Nacional           | 14 de abril | 18:00 |

| Real Estelí | vs | Walter Ferreti | Independencia    | 20 de abril | 19:00 |
| Juventus    | vs | Diriangén      | Olímpico IND     | 21 de abril | 15:00 |
| Ocotal      | vs | Xilotepelt     | Roy Fernández    | 21 de abril | 15:00 |
| Chinandega  | vs | Managua        | La Veranera-León | 21 de abril | 15:00 |

| Xilotepelt     | vs | Juventus    | Municipal Jinotepe | 28 de abril | 15:00 |
| Managua        | vs | Ocotal      | Olímpico IND       | 28 de abril | 15:00 |
| Diriagén       | vs | Real Estelí | Cacique Diriangén  | 28 de abril | 15:00 |
| Walter Ferreti | vs | Chinandega  | Nacional           | 28 de abril | 18:00 |